# Alice Boner
Alice Boner (Legnano, 22 juli 1889 - Zürich, 13 april 1981) was een Zwitserse kunstschilderes, beeldhouwster en schrijfster van enkele boeken over Indiase kunst en architectuur.

## Biografie
Alice Boner was een zus van Georgette Boner. Ze studeerde beeldhouw- en schilderkunst in Brussel, München en Basel. Aanvankelijk werkte ze in haar vaderland, maar in 1925 trok ze naar Parijs. Ze raakte vroeg geïnteresseerd in Indiase kunst. Ze maakte kennis met de Indiase danser Uday Shankar en ging in 1930 met hem mee naar India, waar ze de dansgroep van Shankar vijf jaar managede en financieel ondersteunde. In 1935 koos ze definitief voor India: ze woonde van 1936 tot 1978 in Varanasi. Hier schilderde ze voornamelijk, met name het leven van gewone mensen en mythologische voorstellingen. Ze verdiepte zich in de Indiase cultuur, kunst, religie en filosofie. Ze bestudeerde de beeldhouwwerken in de grotten van Ellora en kwam tot ontdekkingen met betrekking tot de achterliggende vormprincipes, waar ze een boek over schreef. Ze was in de jaren daarna een pionier in de bestudering van de shilpa shastras, hindoeïstische teksten die iconografische richtlijnen geven voor religieuze afbeeldingen zoals beelden en architectuur (tempels).
In het museum Bharat Kala Bhavan op het terrein van de universiteit van Varanasi is een zaal gewijd aan haar werk, met onder meer haar belangrijkste werk, het triptych Prakriti-Visvarupa-Kali.

## Onderscheidingen
- Doctor honoris causa aan de Universiteit van Zürich
- Indiase staatsprijs Padma Bhushan

## Films
- Alice Boner, the Inner Vision, 1996

- Bibliothèque nationale de France: cb12453766r (data)
- Gemeinsame Normdatei: 119150336
- Historisch woordenboek van Zwitserland: 044638
- International Standard Name Identifier: 0000 0001 0779 5537
- Library of Congress Control Number: n82233447
- Nationale Bibliotheek van Israël: 987007273704305171
- Nederlandse Thesaurus van Auteursnamen: 069452385
- SIKART: 4002110
- Système universitaire de documentation: 033696659
- Union List of Artist Names: 500345521
- Virtual International Authority File: 34553478
- WorldCat: E39PBJcBXfjybhtJfQcV9Bwgrq